# Caravan of Courage: An Ewok Adventure
Caravan of Courage: An Ewok Adventure é um filme estado-unidense de 1984, dos gêneros ficção científica e aventura, dirigido por John Korty.

## Sinopse
O filme é ambientado em algum momento entre o quinto e o sexto episódio da série Star Wars e centra-se na luta dos irmãos Mace Towani (Eric Walker) e Cindel Towani (Aubree Miller), presos na lua florestal de Endor, a procura de seus pais que foram sequestrados por um monstro conhecido como Gorax. Com a ajuda dos valentes Ewoks, onde destacam-se o jovem herói Ewok Wicket, e o bravo guerreiro Teebo.
A família Towani foi separada quando sua nave espacial cai em Endor. Onde os pais são logo capturados por Gorax, e Mace e Cindel (o filho e a filha) estão desaparecidos. Algum tempo depois os Ewoks encontram as crianças Towani nos destroços da nave, mesmo falando idiomas diferentes, as crianças conseguem fazer entender que seus pais foram sequestrados, assim os Ewoks organizam uma missão de resgate, que irá gerar uma aventura juvenil.

## Elenco
- Warwick Davis como Wicket W. Warrick
  - Darryl Henriques como Wicket (Voz)
- Aubree Miller como Cindel Towani
- Eric Walker como Mace Towani
- Fionnula Flanagan como Catarine Towani
- Guy Boyd como Jeremitt Towani
- Daniel Fishman como Deej Warrick
  - Sydney Walker como Deej (Voz)
- Debbie Lee Carrington como Weechee Warrick
- Tony Cox como Widdle "Willy" Warrick
- Kevin Thompson como Chukha-Trok
- Margarita Fernández como Kaink
- Pam Grizz como Shodu Warrick
- Bobby Bell como Logray
- Burl Ives comi Narrador (voz)